# Unione Sportiva Alessandria Calcio 1912 2007-2008
Questa pagina raccoglie le informazioni riguardanti l'Unione Sportiva Alessandria Calcio 1912 nelle competizioni ufficiali della stagione 2007-2008.

## Stagione
Fortemente rinnovata dopo le deludenti prestazioni dell'anno precedente, la squadra, guidata per tutta la stagione dall'ex-allenatore della Canavese Salvatore Jacolino, rispettò i pronostici della vigilia, conducendo il campionato con autorità e tenendo a debita distanza la principale inseguitrice, la Biellese.
Il torneo fu vinto con cinque giornate d'anticipo sulla fine del torneo e fu così eguagliato il record per la categoria detenuto, oltre che dall'Isola Liri nello stesso torneo, dal Gubbio nel 1997-98 e dal Val di Sangro nel 2005-06. La squadra mancò gli altri due obiettivi, la Coppa Italia di Serie D e lo scudetto dilettanti, nei confronti dei quali mostrò comunque un atteggiamento rinunciatario.

## Divise e sponsor
Il fornitore ufficiale di materiale tecnico per la stagione 2007-2008 fu Garman, mentre lo sponsor di maglia fu Costa Crociere.
| 1ª divisa | 2ª divisa |

## Organigramma societario
Area direttiva
- Presidente: Gianni Bianchi
- Consiglieri: Roberto Barabino, Enrico Cozzo, Giampiero Cozzo, Mauro Lombardi e Gilberto Preda

Area organizzativa
- Team Manager: Gabriele Marzocchi
- Segretaria: Claudia Carrega

Area comunicazione
- Addetto all'arbitro: Valentino Rocca, poi Ivo Anselmo
- Biglietteria: Giuseppe Depiaggia

Area tecnica
- Direttore sportivo: Enrico Ferrero
- Allenatore: Salvatore Jacolino
- Allenatore in seconda: Lorenzo Gavazza
- Preparatore atletico: Mario Buzzi Langhi
- Preparatore dei portieri: Sergio Tappia
- Magazziniere: Giancarlo Zanaboni

Area sanitaria
- Medici sociali: Renzo Orsi e Biagio Polla
- Massofisioterapista: Giuseppe Ciclista

## Rosa
| N. |                    | Ruolo | Calciatore                   |
| -- | ------------------ | ----- | ---------------------------- |
|    | Italia (bandiera)  | P     | Luca Bonfiglio               |
|    | Italia (bandiera)  | P     | Angelo Casadei               |
|    | Brasile (bandiera) | D     | Anderson de Carvalho Santos  |
|    | Italia (bandiera)  | D     | Vincenzo Cammaroto           |
|    | Italia (bandiera)  | D     | Ruben Carini                 |
|    | Italia (bandiera)  | D     | Andrea Ciolli                |
|    | Italia (bandiera)  | D     | Giulio Daleno                |
|    | Italia (bandiera)  | D     | Giancarlo Dell'Erba          |
|    | Italia (bandiera)  | D     | Andrea Lauro                 |
|    | Italia (bandiera)  | D     | Thomas Sofrà                 |
|    | Italia (bandiera)  | D     | Giuseppe Zappella (capitano) |
|    | Italia (bandiera)  | C     | Alec Bolla                   |
|    | Italia (bandiera)  | C     | Angelo Buglio                |

| N. |                   | Ruolo | Calciatore        |
| -- | ----------------- | ----- | ----------------- |
|    | Italia (bandiera) | C     | Roberto Cretaz    |
|    | Italia (bandiera) | C     | Claudio Ferraro   |
|    | Italia (bandiera) | C     | William Larganà   |
|    | Italia (bandiera) | C     | Sergio Lombardo   |
|    | Italia (bandiera) | C     | Matteo Longhi     |
|    | Italia (bandiera) | C     | Maurizio Rossi    |
|    | Italia (bandiera) | C     | Damiano Viscomi   |
|    | Italia (bandiera) | A     | Fabio Artico      |
|    | Italia (bandiera) | A     | Federico Balestri |
|    | Italia (bandiera) | A     | Daniele Buelli    |
|    | Italia (bandiera) | A     | Gabriele Falchini |
|    | Italia (bandiera) | A     | Marco Montante    |

## Risultati

### Serie D

#### Girone di andata
| Arbitro: | Provesi (Treviglio) |

|                        |           |  |
| Larganà 20’ Buelli 46’ | Marcatori |  |

| Arbitro: | Menicatti (Lecco) |

|             |           |            |
| Barbaro 34’ | Marcatori | 70’ Artico |

| Arbitro: | Di Stefano (Alghero) |

|  |           |              |
|  | Marcatori | 77’ Balestri |

| Arbitro: | Natali (Firenze) |

|                                   |           |  |
| Cretaz 4’ Balestri 61’ Artico 84’ | Marcatori |  |

| Arbitro: | Chiantini (Pisa) |

|            |           |                             |
| Perrone 7’ | Marcatori | 44’ (rig.), 68’, 85’ Artico |

| Arbitro: | Di Ciommo (Venosa) |

|            |           |  |
| Artico 53’ | Marcatori |  |

| Arbitro: | Gavillucci (Latina) |

|              |           |                                   |
| Marraffa 10’ | Marcatori | 26’ Daleno 40’ Larganà 59’ Artico |

| Arbitro: | Larconelli (Trieste) |

|                             |           |  |
| Artico 6’ Balestri 12’, 26’ | Marcatori |  |

| Arbitro: | La Penna (Roma) |

|          |           |            |
| Lopez 6’ | Marcatori | 38’ Artico |

| Arbitro: | Belardi (San Giovanni Valdarno) |

|                            |           |                          |
| Artico 6’, 82’ (rig.), 90’ | Marcatori | 26’ Uccello 44’ Pierobon |

| Arbitro: | Soricaro (Barletta) |

|             |           |            |
| Spinaci 23’ | Marcatori | 33’ Buglio |

| Arbitro: | Aloisi (Avezzano) |

|                       |           |  |
| Artico 50’ Buglio 68’ | Marcatori |  |

| Arbitro: | Cisaria (Trento) |

|  |           |            |
|  | Marcatori | 90’ Buelli |

| Arbitro: | Merlino (Udine) |

|            |           |  |
| Artico 10’ | Marcatori |  |

| Arbitro: | Pasqua (Tivoli) |

|              |           |  |
| Lamberti 30’ | Marcatori |  |

| Arbitro: | Ronchi (Milano) |

|                                             |           |                    |
| Lorenzini 20’ (aut.) Artico 40’ Larganà 55’ | Marcatori | 80’ (rig.) Lazzaro |

| Imperia 16 dicembre 2007, ore 14:30 CET 17ª giornata | Imperia           | 0 – 3 a tav. referto | Alessandria | Stadio Nino Ciccione\| Arbitro: \| Benassi (Bologna) \| |
| Arbitro:                                             | Benassi (Bologna) |                      |             |                                                         |

#### Girone di ritorno
| Arbitro: | Larconelli (Trieste) |

|             |           |                                   |
| Bianchi 83’ | Marcatori | 11’ Longhi 57’ Cretaz 66’ Larganà |

| Arbitro: | Oliveri (Palermo) |

|              |           |  |
| Falchini 71’ | Marcatori |  |

| Arbitro: | Cornero (Genova) |

|                     |           |                             |
| Bolla 3’ Buglio 59’ | Marcatori | 2’ Pastorino 65’ Baudinelli |

| Arbitro: | Moretti (Bari) |

|                                      |           |                              |
| Bellotto 3’, 11’ Ferretti 64’ (rig.) | Marcatori | 15’ Falchini 37’, 48’ Buglio |

| Arbitro: | Cangiano (Napoli) |

|                       |           |  |
| Artico 29’ Buelli 67’ | Marcatori |  |

| Casale Monferrato 10 febbraio 2008, ore 14:30 CET 23ª giornata | Casale            | 0 – 0 referto | Alessandria | Stadio Natale Palli (2.200 spett.)\| Arbitro: \| Benassi (Bologna) \| |
| Arbitro:                                                       | Benassi (Bologna) |               |             |                                                                       |

| Arbitro: | D'Iasio (Bari) |

|                         |           |             |
| Cretaz 31’ Balestri 74’ | Marcatori | 66’ Marotta |

| Arbitro: | Valente (Roma) |

|                                 |           |                                                |
| Dell'Anno 20’ Foglia 72’ (rig.) | Marcatori | 32’ Artico 50’ (rig.), 64’ Balestri 90’ Longhi |

| Arbitro: | Lobina (Cagliari) |

|                                      |           |  |
| Cretaz 17’ Anderson 35’ Balestri 74’ | Marcatori |  |

| Arbitro: | Ros (Pordenone) |

|                                      |           |                                      |
| Pierobon 51’, 67’ (rig.) Quaglia 78’ | Marcatori | 57’ Zappella 59’ Buelli 77’ Falchini |

| Arbitro: | Ernetti (Roma) |

|                 |           |             |
| Artico 42’, 61’ | Marcatori | 28’ Lorieri |

| Arbitro: | Abbattista (Molfetta) |

|                        |           |                       |
| Draca 42’ Ghiggeri 69’ | Marcatori | 34’ Artico 46’ Daleno |

| Arbitro: | Zambon (Conegliano) |

|                  |           |                                   |
| Balestri 2’, 19’ | Marcatori | 54’ Cervino 75’ (rig.) Ammendolea |

| Arbitro: | Barile (Avellino) |

|  |           |                                |
|  | Marcatori | 21’ (rig.) Artico 71’ Balestri |

| Arbitro: | Simeone (Frattamaggiore) |

|            |           |               |
| Buelli 32’ | Marcatori | 11’ Marantino |

| Arbitro: | Grazioli (Lodi) |

|                        |           |  |
| Bottone 7’ Lazzaro 43’ | Marcatori |  |

| Arbitro: | Rottoli (Bergamo) |

|                                                           |           |  |
| Bolla 5’ Buglio 23’ Larganà 39’ Balestri 42’ Falchini 57’ | Marcatori |  |

### Poulescudetto

#### Primo turno
| Arbitro: | Merlino (Udine) |

|  |           |                                 |
|  | Marcatori | 32’, 90’ Gasparri 46’ Fuakuputu |

| Arbitro: | Di Stefano (Alghero) |

|               |           |            |
| Max Rossi 11’ | Marcatori | 50’ Longhi |

### Coppa Italia Serie D

#### Primo turno
| Voghera 19 agosto 2007, ore 16:00 CEST Andata | Voghera          | 0 – 0 referto | Alessandria | Stadio Comunale (1.000 spett.)\| Arbitro: \| Scremin (Genova) \| |
| Arbitro:                                      | Scremin (Genova) |               |             |                                                                  |

| Arbitro: | Grazioli (Lodi) |

|                                    |           |  |
| Artico 66’ Montante 67’ Buelli 90’ | Marcatori |  |

#### Secondo turno
| Arbitro: | Pago (Collegno) |

|                   |           |              |
| Giglio 39’ (rig.) | Marcatori | 35’ Anderson |

| Arbitro: | Prestia (Genova) |

|                         |           |           |
| Buelli 26’ Montante 90’ | Marcatori | 66’ Brino |

#### Terzo turno
| Arbitro: | Cocchiara (Piacenza) |

|                          |           |                         |
| Grazzini 69’ (rig.), 90’ | Marcatori | 51’ Buelli 83’ Montante |

| Arbitro: | Metelli (Chiari) |

|                                                                                         |           |  |
| Balestri 7’ (rig.) Buelli 12’, 15’ Falchini 20’, 29’ Rossi 45’ Sofrà 65’ Di Filippo 77’ | Marcatori |  |

#### Ottavi di finale
| Arbitro: | Bertasi (Verona) |

|              |           |                                           |
| Falchini 35’ | Marcatori | 10’, 20’, 28’ Basilico 40’ Cau 68’ Urgias |

| Arbitro: | Prestia (Genova) |

|              |           |            |
| Basilico 52’ | Marcatori | 73’ Buelli |

## Statistiche

### Statistiche di squadra
| Competizione         | Punti | In casa | In casa | In casa | In casa | In casa | In casa | In trasferta | In trasferta | In trasferta | In trasferta | In trasferta | In trasferta | Totale | Totale | Totale | Totale | Totale | Totale | DR  |
| Competizione         | Punti | G       | V       | N       | P       | Gf      | Gs      | G            | V            | N            | P            | Gf           | Gs           | G      | V      | N      | P      | Gf     | Gs     | DR  |
| -------------------- | ----- | ------- | ------- | ------- | ------- | ------- | ------- | ------------ | ------------ | ------------ | ------------ | ------------ | ------------ | ------ | ------ | ------ | ------ | ------ | ------ | --- |
| Serie D              | 76    | 17      | 14      | 3       | 0       | 38      | 10      | 17           | 8            | 7            | 2            | 28           | 19           | 34     | 22     | 10     | 2      | 66     | 29     | +37 |
| Coppa Italia Serie D |       | 4       | 3       | 0       | 1       | 14      | 6       | 4            | 0            | 4            | 0            | 4            | 4            | 8      | 3      | 4      | 1      | 18     | 10     | +8  |
| Poule Scudetto       |       | 1       | 0       | 0       | 1       | 0       | 3       | 1            | 0            | 1            | 0            | 1            | 1            | 2      | 0      | 1      | 1      | 1      | 4      | -3  |
| Totale               |       | 22      | 17      | 3       | 2       | 52      | 19      | 22           | 8            | 12           | 2            | 33           | 24           | 44     | 25     | 15     | 4      | 84     | 43     | +41 |

### Statistiche dei giocatori
| Giocatore    | Serie D  | Serie D | Poule Scudetto | Poule Scudetto | Coppa Italia Serie D | Coppa Italia Serie D | Totale   | Totale |
| Giocatore    | Presenze | Reti    | Presenze       | Reti           | Presenze             | Reti                 | Presenze | Reti   |
| ------------ | -------- | ------- | -------------- | -------------- | -------------------- | -------------------- | -------- | ------ |
| Anderson     | 14       | 1       | 1              | 0              | 6                    | 1                    | 21       | 2      |
| F. Artico    | 29       | 21      | -              | -              | 2                    | 1                    | 31       | 22     |
| F. Balestri  | 26       | 12      | 1              | 0              | 3                    | 1                    | 30       | 13     |
| A. Bolla     | 30       | 2       | 2              | 0              | 2                    | 0                    | 34       | 2      |
| L. Bonfiglio | 1        | 0       | -              | -              | 6                    | -10                  | 7        | -10    |
| D. Buelli    | 29       | 4       | 2              | 0              | 8                    | 6                    | 39       | 10     |
| A. Buglio    | 18       | 6       | 2              | 0              | 2                    | 0                    | 22       | 6      |
| V. Cammaroto | 30       | 0       | 2              | 0              | 4                    | 0                    | 36       | 0      |
| R. Carini    | 7        | 0       | -              | -              | 6                    | 0                    | 13       | 0      |
| A. Casadei   | 32       | -29     | 2              | -4             | 2                    | 0                    | 36       | -33    |
| A. Ciolli    | 9        | 0       | 1              | 0              | -                    | -                    | 10       | 0      |
| R. Cretaz    | 29       | 4       | 1              | 0              | 4                    | 0                    | 34       | 4      |
| G. Daleno    | 31       | 2       | -              | -              | 4                    | 0                    | 35       | 2      |
| G. Dell'Erba | 2        | 0       | -              | -              | 6                    | 0                    | 8        | 0      |
| A. Demarte   | -        | -       | -              | -              | 3                    | 0                    | 3        | 0      |
| Denaro       | -        | -       | -              | -              | 1                    | 0                    | 1        | 0      |
| Di Filippo   | -        | -       | -              | -              | 2                    | 1                    | 2        | 1      |
| G. Falchini  | 15       | 4       | 2              | 0              | 3                    | 3                    | 20       | 7      |
| Ferraro      | -        | -       | -              | -              | 3                    | 0                    | 3        | 0      |
| Infante      | -        | -       | -              | -              | 1                    | 0                    | 1        | 0      |
| W. Larganà   | 22       | 5       | 2              | 0              | 3                    | 0                    | 27       | 5      |
| A. Lauro     | 23       | 0       | 1              | 0              | 1                    | 0                    | 25       | 0      |
| S. Lombardo  | 7        | 0       | -              | -              | 5                    | 0                    | 12       | 0      |
| M. Longhi    | 31       | 2       | 2              | 1              | 1                    | 0                    | 34       | 3      |
| M. Montante  | 9        | 0       | -              | -              | 5                    | 3                    | 14       | 3      |
| Pettinato    | -        | -       | -              | -              | 1                    | 0                    | 1        | 0      |
| Pino         | -        | -       | -              | -              | 1                    | 0                    | 1        | 0      |
| M. Rossi     | 15       | 0       | 2              | 0              | 5                    | 1                    | 22       | 1      |
| T. Sofrà     | 11       | 0       | 2              | 0              | 6                    | 1                    | 19       | 1      |
| Stangolini   | -        | -       | -              | -              | 2                    | 0                    | 2        | 0      |
| D. Viscomi   | 6        | 0       | 1              | 0              | 6                    | 0                    | 13       | 0      |
| G. Zappella  | 26       | 1       | 2              | 0              | 5                    | 0                    | 33       | 1      |